# Суайнсхед, Ричард
Ри́чард Суа́йнсхед или Суисет (англ. Richard Swineshead или Suisset, первая половина XIV века) — математик, механик, философ и логик, самый видный представитель группы Оксфордских счетоводов из Мертон-колледжа, членом которой он был с 1344 г. Его главный труд — сборник из 16 трактатов «Книга вычислений» (Liber calculationum) написан около 1346 года и многократно переиздавался до XVI в.; данное сочинение и принесло автору славу калькулятора, распространившуюся затем на других философов его круга.

## Биография

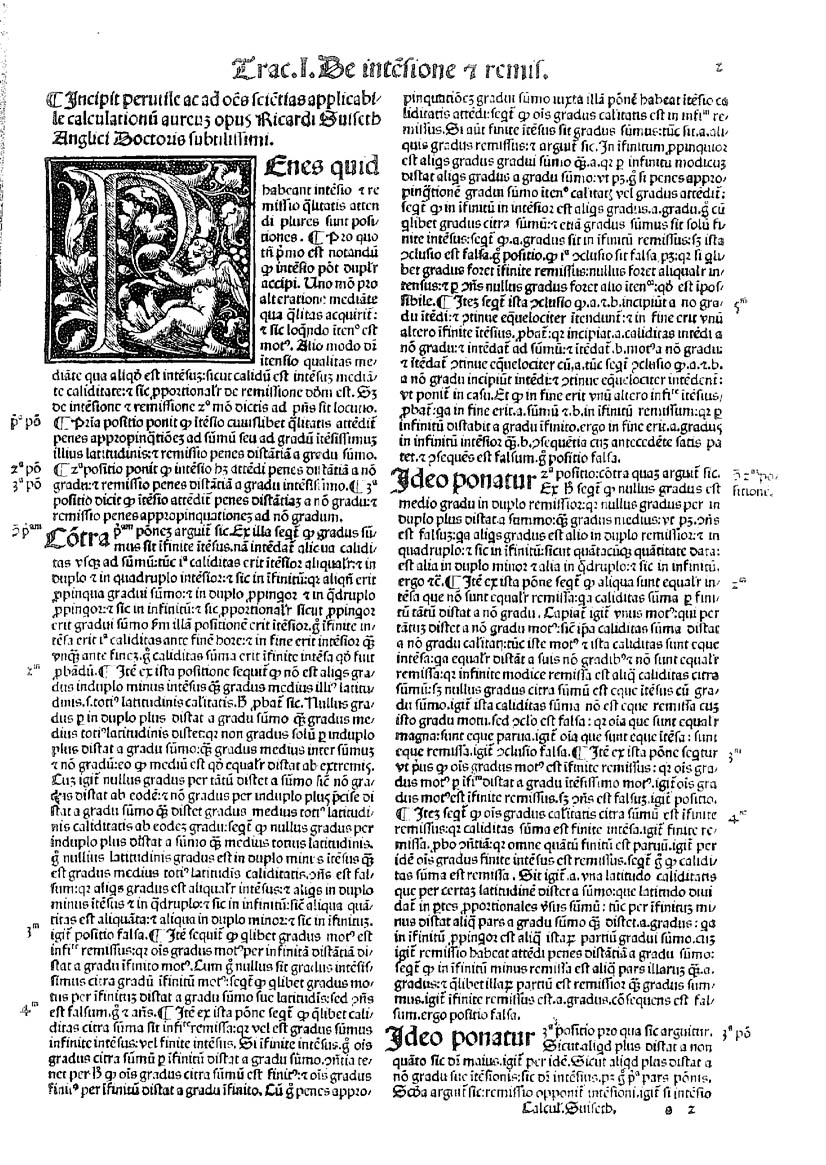
Calculator, 1520

Родился в Глэстонбери. Учился в колледже Мертон в Оксфорде. Был монахом цистерцианского ордена.
Основным предметом «Книги вычислений» являются понятия механического движения и изменения вообще, а также связанные с ними философские проблемы непрерывности континуума и бесконечности, которые моделируются Суайнсхедом математически. В частности, Суайнсхед в качестве примера к своим философским построениям доказывает теорему о сумме бесконечного ряда
{\displaystyle {\frac {1}{2}}+{\frac {2}{2^{2}}}+{\frac {3}{2^{3}}}+{\frac {4}{2^{4}}}+{\frac {5}{2^{5}}}+...=2.}
Рассуждая об основных проблемах механики и физики, Суайнсхед ввёл в эти науки ряд новых абстрактных понятий. Изучал влияние на качества скорости их изменений, определял природу силы, плотности, сопротивления и реакций связей. Вместе с коллегами из Мертон-колледжа ввёл в механику понятие мгновенной скорости.
Суайнсхед уточняет данное ранее Хейтсбери определение равномерного движения: «равномерное локальное движение — то, в котором за любую равную часть времени описывается равное расстояние». Здесь существенно слово «любая»; Хейтсбери же, выдвигая идею разделения времени движения на равные части, ещё не отмечал, что рассмотрению подлежат любые равные части времени.
Труды Суайнсхеда и других оксфордских калькуляторов заметно повлияли на некоторых создателей науки Нового времени, и прежде всего — на Галилео Галилея. Джироламо Кардано считал Суайнсхеда одним из 12 величайших мыслителей всех времён и народов. Готфрид Вильгельм Лейбниц в двух своих письмах назвал его одним из первых учёных, применивших математику в физике и введших математику в схоластическую философию.

## Публикации
- Swineshead Ricardus.  De motu // Clagett M. Science of Mechanics in the Middle Ages. — Madison: University of Wisconsin Press, 1959. — P. 243—246.